# Domenico Cavallari
Domenico Cavallari (Garopoli, 7 ottobre 1724 – Napoli, 7 ottobre 1781) è stato un giurista e presbitero italiano del Regno di Napoli.

## Biografia
Originario di un borgo della Calabria Ulteriore, vi rimase fino al 1740 anno in cui si trasferì a Napoli come allievo di Giambattista Vico e poi di Antonio Genovesi. Durante il periodo dello studio fu influenzato da entrambi gli studiosi e dai circoli letterari con cui venne in contatto.
Nel 1746 prese i voti sacerdotali e nel 1765 vinse per concorso la seconda cattedra di istituzioni canoniche a Napoli.
Nel 1764 pubblicò la prima parte della sua opere principale, Institutiones iuris canonici (istituzioni di diritto Canonico); a causa della censura le altre due parti vennero pubblicate con notevole ritardo ma tutto il trattato venne ristampato, postumo, almeno in 17 edizioni (Napoli, Pavia, Palermo, Poznań).
Tra il 1768 e il 1772 entro nella polemica dell'abolizione della cattedra delle decretali insieme a Benedetto Cervone, Gennaro Giordano, Giuseppe Simioli, Carmine Firmiani, Pasquale Napodano e Pasquale Franzè.
Morì a Napoli nel 1781 lasciando inedite alcune sue opere, pubblicate postume dal nipote Antonino. Tutte le sue opere vennero messe all'indice il 27 gennaio 1817

## Opere
- Institutiones iuris canonici, quibus vetus et nova Ecclesiae disciplina enarratur, Napoli, 1764 (prima parte), 1768 (seconda parte), 1771 (terza parte).
- Elementa juris Canonici. Quibus vetus et nova Ecclesiae disciplina enarratur. In usum privati Auditorii conscriptae, Napoli, 1769
- Istitutiones juris Romani. Praemittitur brevis historia qua juris Romani origines, et fata enarrantur, Napoli, 1774
- Commentaria de jure canonico, quibus vetus et nova Ecclesiae disciplina, et mutationum causse enarrantur, Napoli, 1774
- Traduzione in lingua italiana dell'Esprit des lois  di Montesquieu, Napoli 1777
- Dissertatio de decretalibus pontificum generatim, opera postma, Napoli 1788
- Institutiones iuris canonici, sintesi di corso universitario, Napoli 1766[4]
- Iuris Neapolitani et pontificii breviarium, sintesi di corso universitario, Napoli 1777[4]